# غاري كوش
غاري كوش (بالإنجليزية: Gary Koch)‏ هو لاعب غولف أمريكي، ولد في 21 نوفمبر 1952 في باتون روج في الولايات المتحدة.

## وصلات خارجية
- غاري كوش على موقع رابطة لاعبي الغولف المحترفين (الإنجليزية)
- غاري كوش على موقع رابطة اليابان للاعبي الغولف المحترفين (الإنجليزية)
- غاري كوش على موقع التصنيف العالمي الرسمي للغولف (الإنجليزية)
- غاري كوش على موقع قاعة فلوريدا للمشاهير الرياضية (الإنجليزية)